# Saxel
Saxel är en kommun i departementet Haute-Savoie i regionen Auvergne-Rhône-Alpes i sydöstra Frankrike. Kommunen ligger i kantonen Boëge som tillhör arrondissementet Thonon-les-Bains. År 2022 hade Saxel 509 invånare.

## Befolkningsutveckling
Antalet invånare i kommunen Saxel
| Referens: INSEE |